# Dalmatinska Hrvatska (tjednik, Split)
Dalmatinska Hrvatska je bila hrvatski tjednik iz Splita. Bile su list iza kojih je stajala Hrvatska seljačka stranka.
Izašle su prvi put početkom ožujka 1941., a prestale su izlaziti iste godine. Uređivao ih je V. Poduje. List je objavljivao teme iz područja povijesti, zemljopisa, povijesti umjetnosti iz pera poznatih splitskih prosvjetnih i znanstvenih imena.